# Конобеево (Московская область)
Конобе́ево — село в городском округе Воскресенск Московской области России. До 2019 года село входило в состав сельского поселения Ашитковское Воскресенского района. Население — 3854 чел. (2021).

## География

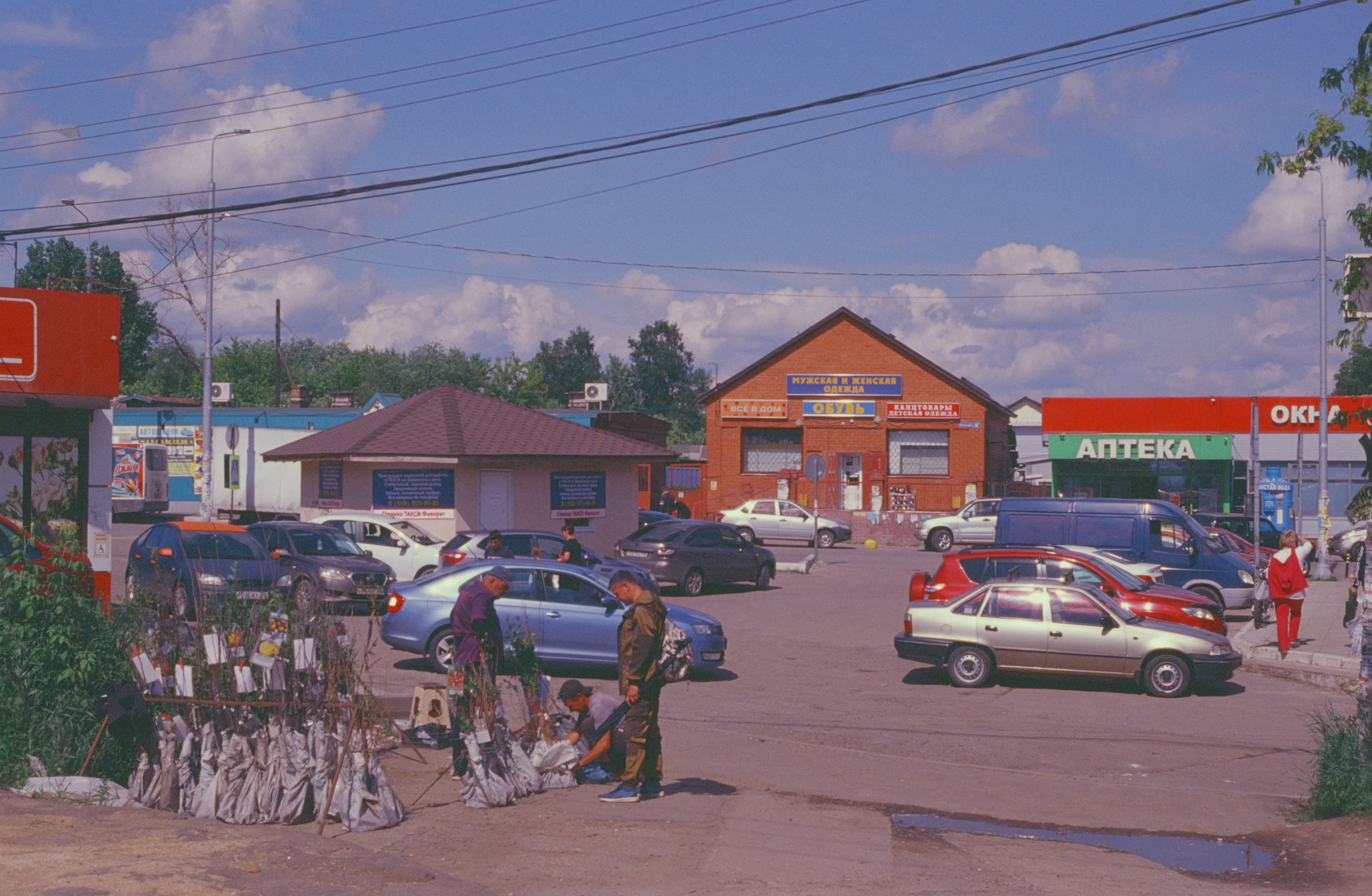
Площадь у станции Конобеево (2021)

Село Конобеево расположено в восточной части Воскресенского района, примерно в 7 км к северу от города Воскресенска. Ближайший населённый пункт — деревня Расловлево. Железнодорожная платформа Конобеево в 79 км от Москвы (Казанский вокзал).
Высота над уровнем моря 121 м. В 1 км к западу от деревни протекает река Нерская. В селе 28 улиц и 1 тупик, приписано 8 СНТ и 2 ГСК.

## Название
Название связано с некалендарным личным именем Конобей.

## История

Новая церковь Троицы Живоначальной в Конобеево

Упоминается впервые в Коломенских писцовых книгах 1577-78 годов как «сельцо Конобеево» Брашевского стана Коломенского уезда. В ту пору находилось в составе вотчины Ивана Ивановича Бухарина—Наумова. 
В 1702 году владелец — князь Василий Федорович Долгоруков выстроил в Конобееве кирпичную Троицкую церковь. Здание её стояло на болотистом месте, опускалось в землю, поэтому в 1911 г. рядом построили новое церковное здание, также кирпичное. Наряду с православными, в Конобеево и в соседней деревне Старая проживало немалое количество старообрядцев. 
В 1926 году село являлось центром Конобеевского сельсовета Усмерской волости Бронницкого уезда Московской губернии, имелась почтово-телеграфная контора. 
В конце 1920-х — начале 1930-х годов в селе был создан колхоз «Новый путь», председателем которого был выдвинут и избран Иван Трифонович Коньков (1901—1943), рабочий-железнодорожник, 25-тысячник. Иван Коньков погиб на войне, как и очень многие другие уроженцы Конобеева. В первые послевоенные годы конобеевский колхоз укрупнили, присоединив к нему колхозы окрестных деревень. Позднее произошло новое укрупнение и был создан учхоз «Леоновское» — учебное хозяйство Московской ветеринарной академии имени К. И. Скрябина. Центральную усадьбу учхоза построили в Конобееве, воздвигли несколько многоэтажных домов, новое здание средней школы.
С 1929 года — населённый пункт находился в составе Ашитковского района Коломенского округа Московской области, с 1930-го, в связи с упразднением округа и переименованием района, — в составе Виноградовского района Московской области. В 1957 году, после того как был упразднён Виноградовский район, село было передано в Воскресенский район.
В 1990-е годы в Конобеево из руин было восстановлено здание Троицкой церкви (1911 года постройки). Настоятелем более 25 лет прослужил священник Леонид Плоский.
Уроженец села Конобеево, Владимир Егорович Ушков (1885—1942), служивший в Троицкой церкви старостой и псаломщиком, а позднее репрессированный и погибший в лагерях, в 2003 году причислен к лику святых. Память его празднуется 8 (21) марта.

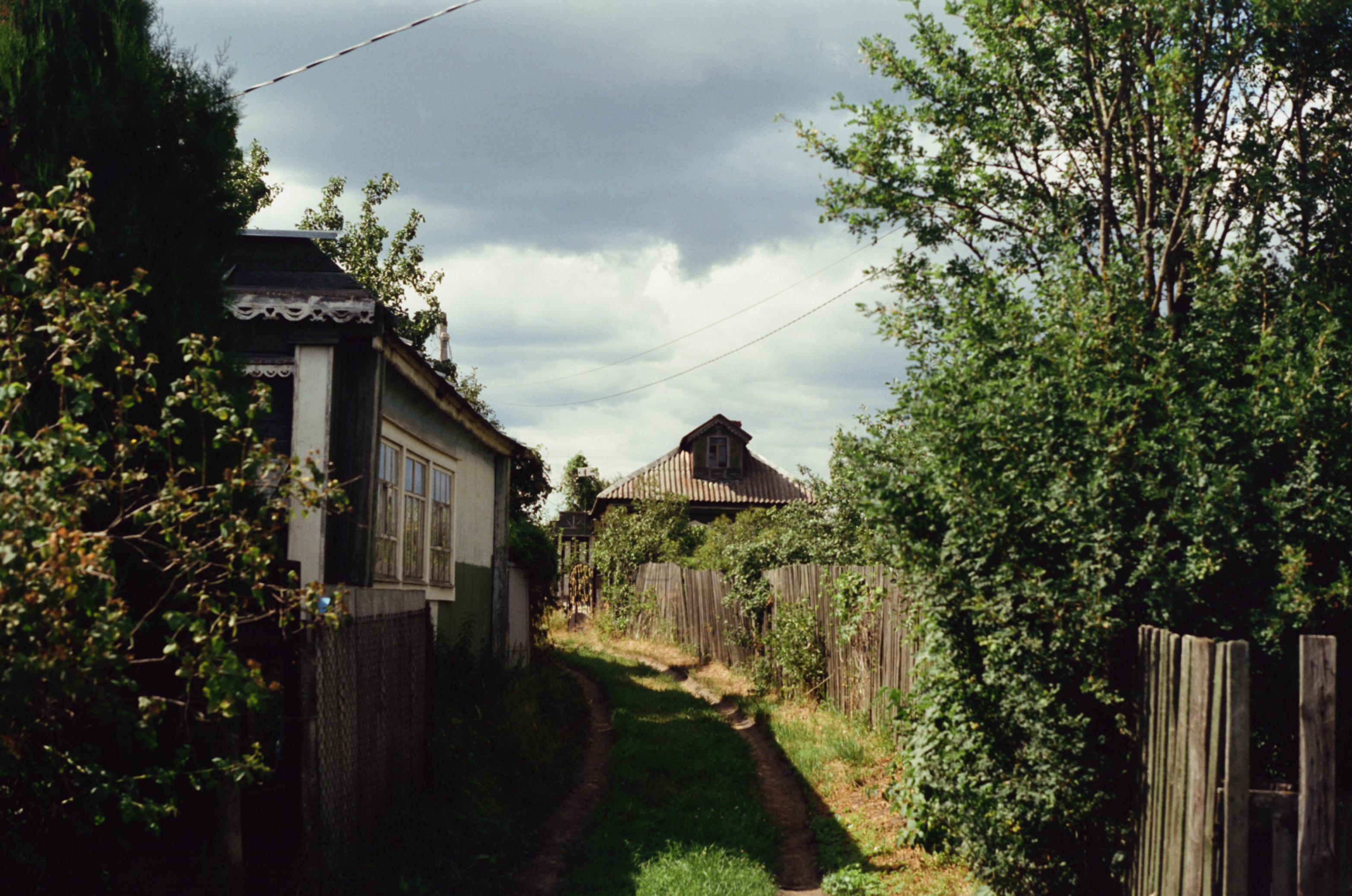
Сельский вид в Конобеево (2021)

До муниципальной реформы 2006 года Конобеево входило в состав Конобеевского сельского округа Воскресенского района.

## Население
В 1926 году в селе проживало 1118 человек (535 мужчин, 583 женщины), насчитывалось 224 хозяйства, из которых 169 было крестьянских. По переписи 2002 года — 2996 человек (1386 мужчин, 1610 женщин).
| 1926 | 2002  | 2010  | 2021  |
| ---- | ----- | ----- | ----- |
| 1118 | ↗2996 | ↗3201 | ↗3854 |